# ديتاليني
ديتاليني (الإيطالية: Ditalini، وتسمى أيضاً تيوبيتيني tubettini) هي نوع من المعكرونة على هيئة أنابيب صغيرة. والترجمة الحرفية لأسمها من اللغة الإيطالية هي «الكشتبانات» الصغيرة. توصف بأنها «ماكاروني قصيرة جدا»، وتسمى في بعض المناطق «سلطة ماكاروني.» خلال العصر الصناعي في بوليا الإيطالية حدثت زيادة في تطوير هذا النوع من المعكرونة وغيرها من المعكرونات ذات الحجم القصير. في العصر الحالي، أصبح إنتاج هذا النوع من المعكرونة يتم عبر آلية الإنتاج الشامل. ويتم استخدامها في العديد من الأطباق، وتقليدياً في جميع أنحاء صقلية.

## الأطباق المضمنة فيها
يمكن استخدام ديتاليني في العديد من أطباق المعكرونة، مثل معكرونة الحبوب (التي تحتوي على المعكرونة والفاصوليا). ويتم استخدامها في جميع أنحاء صقلية في العديد من الأطباق التقليدية. من الأمثلة على الأطباق هي معكرونة الديتاليني المضاف إليها جبنة الريكوتا وطبق «باستا تشي فروكولي أريميناتي» (pasta chi vruocculi 'rriminati) وهو طبق معكرونة معقنبيط أخضر. وتوصف غالباً بأنها المعكرونة التي غالبا ما تستخدم في الحساء،  وسبب مثالية إستخدامها في الحساء هو كونها صغيرة الحجم ويمكن أن تسع ملعقة شرب الحساء. ويمكن أيضا أن تستخدم في سلطات المعكرونة.

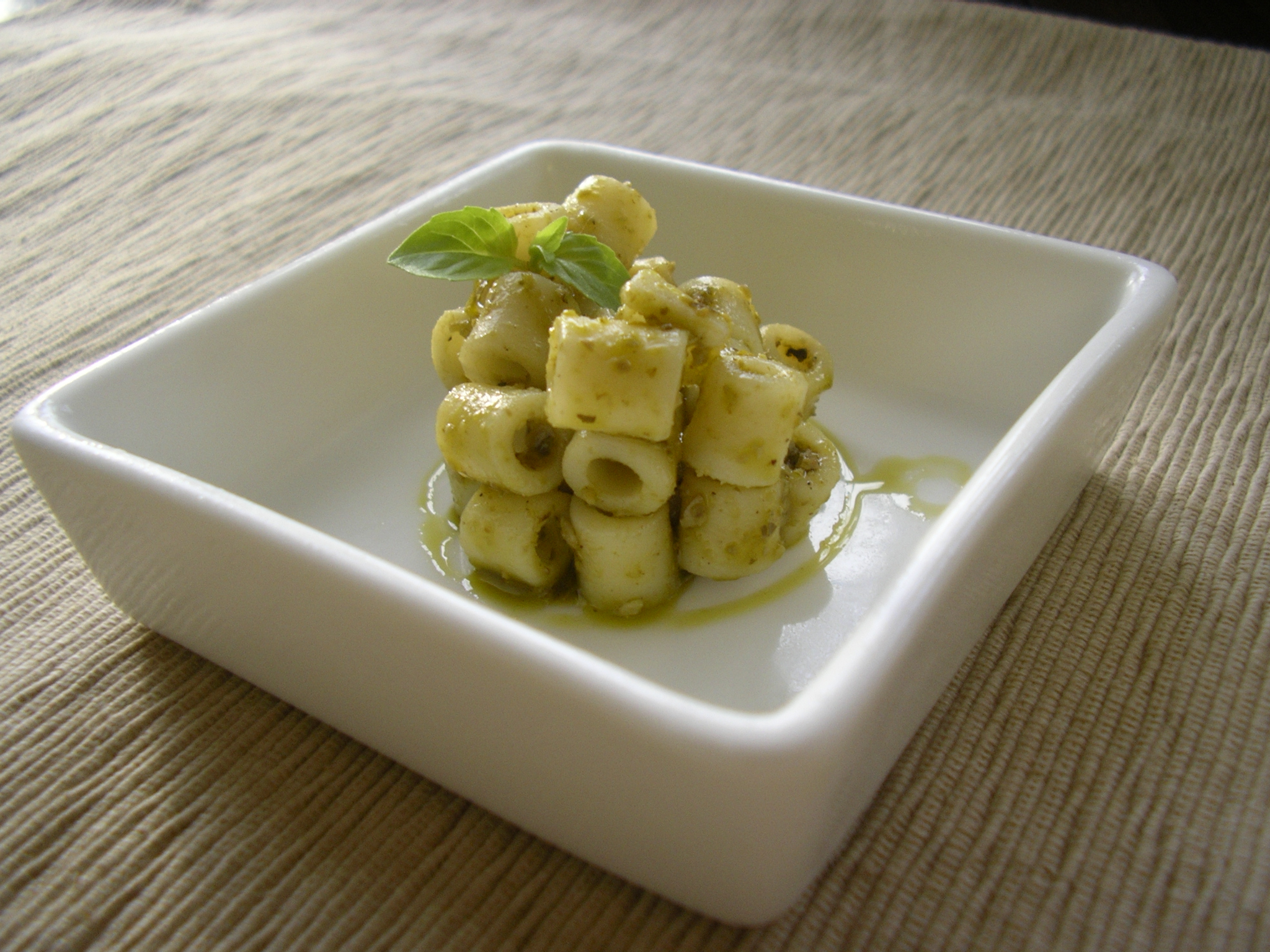
طبق مقبلات صغير، مكون من معكرونة ديتاليني مع البيستو
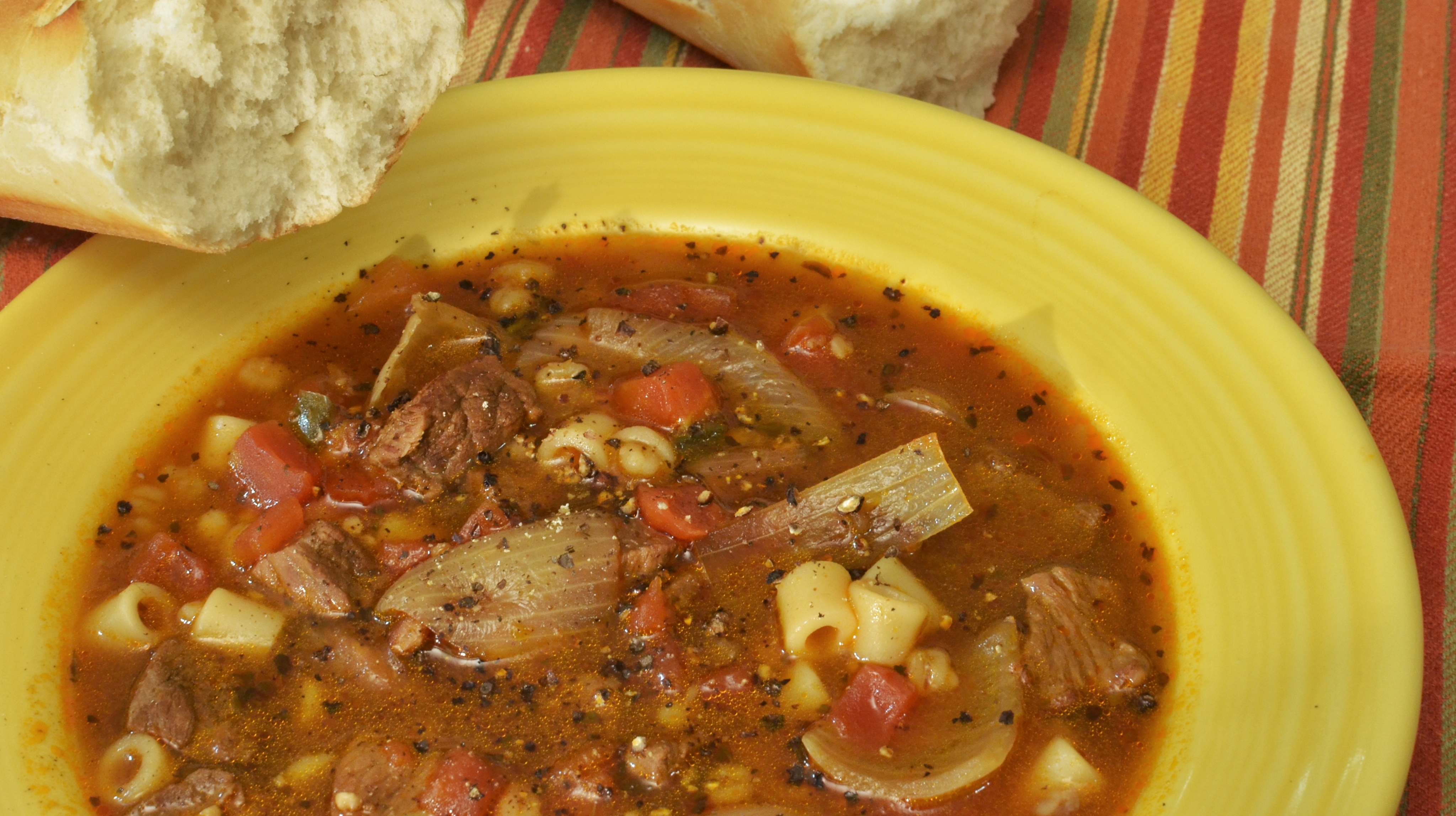
لحم البقر و حساء الشعير مع الطماطم ومعكرونة ديتاليني
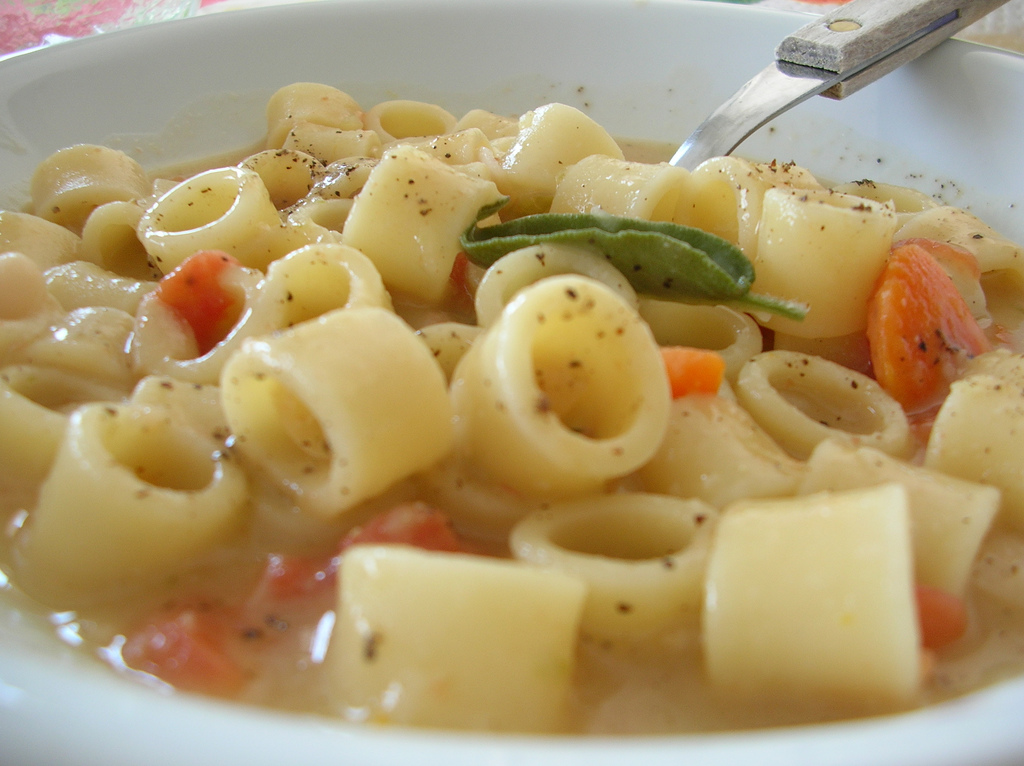
معكرونة حبوب معدة من قطع الديتاليني